# Gasteria glomerata
Gasteria glomerata là một loài thực vật có hoa trong họ Măng tây. Loài này được van Jaarsv. mô tả khoa học đầu tiên năm 1991.

## Hình ảnh

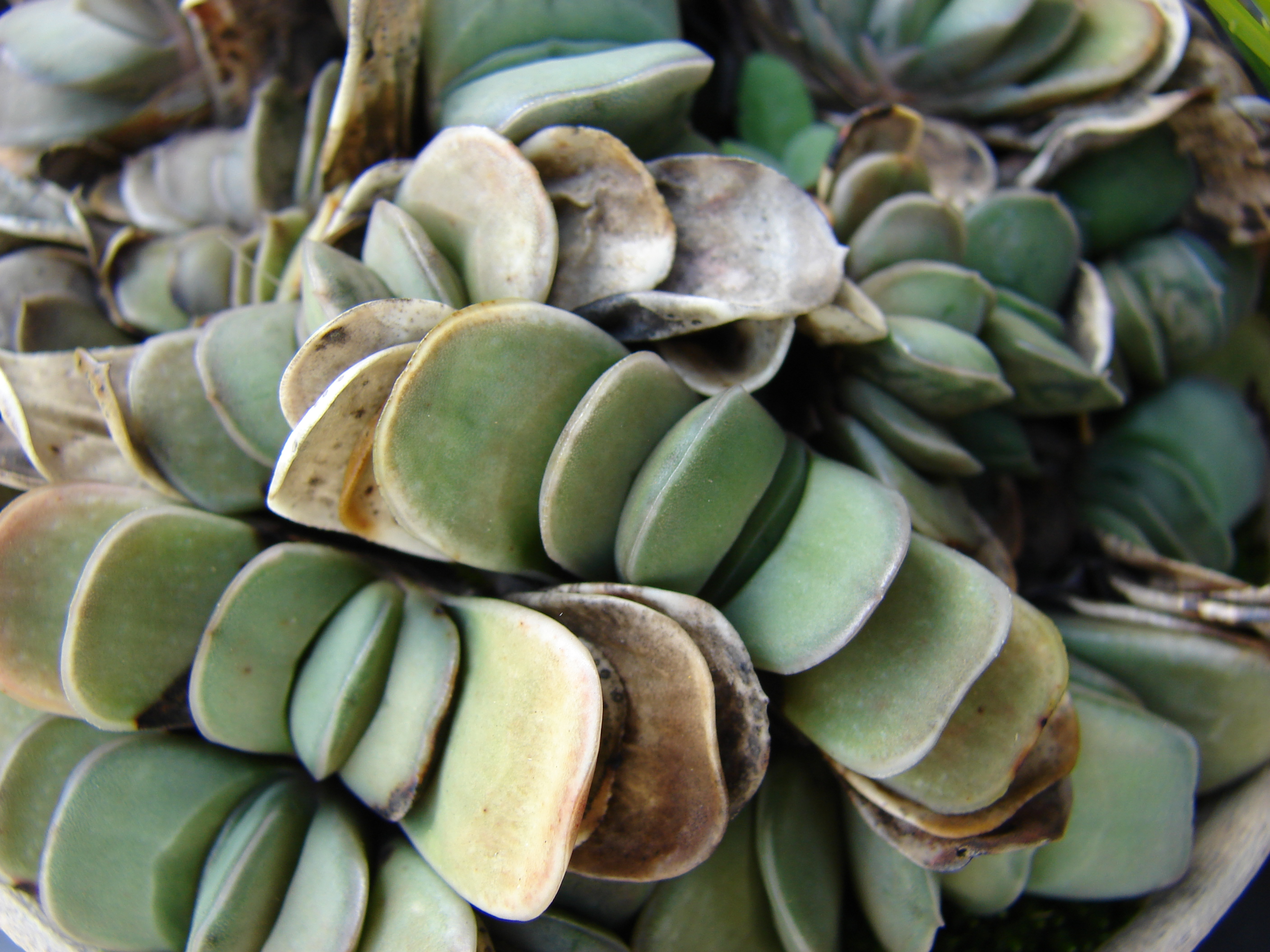
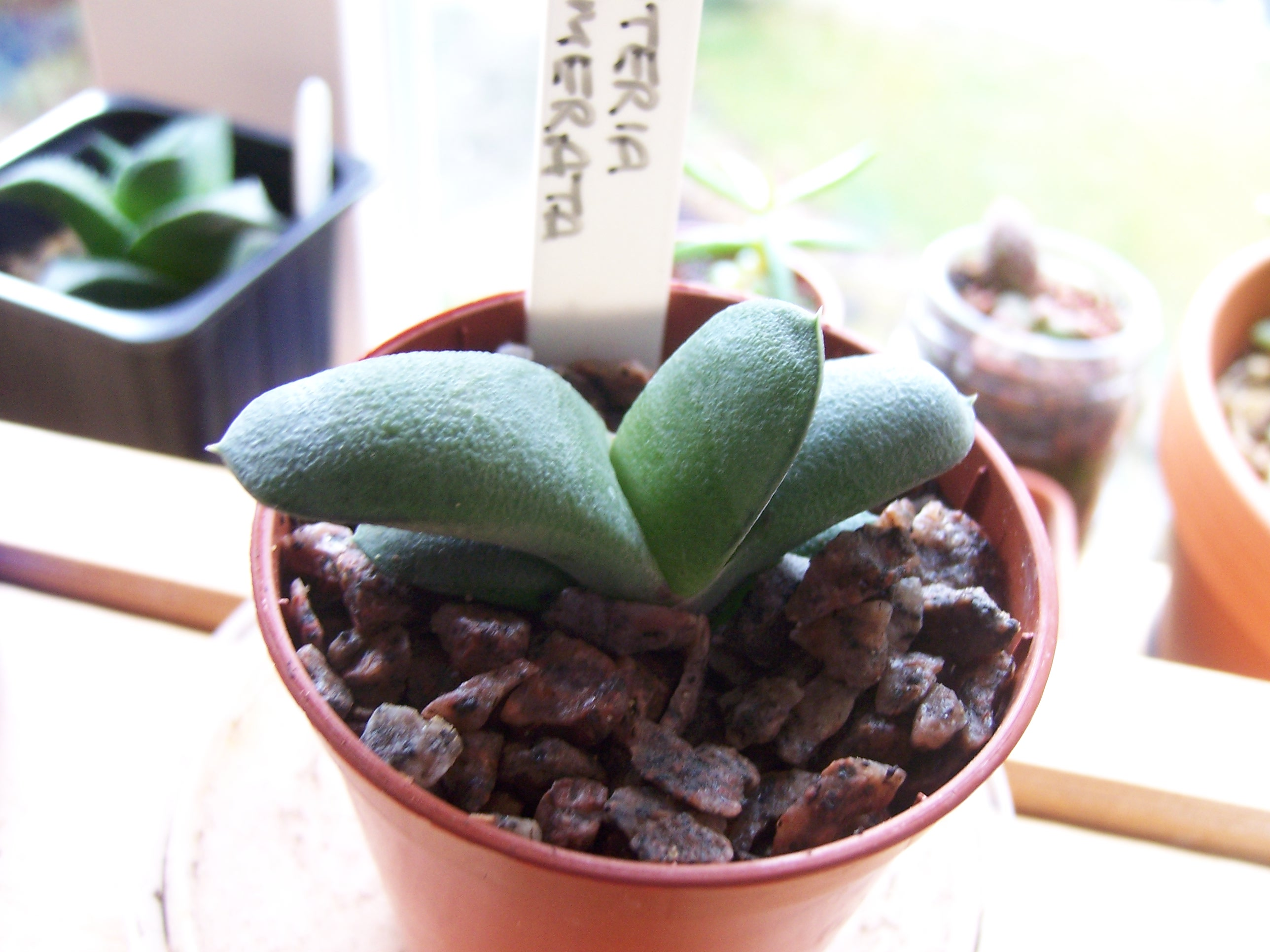
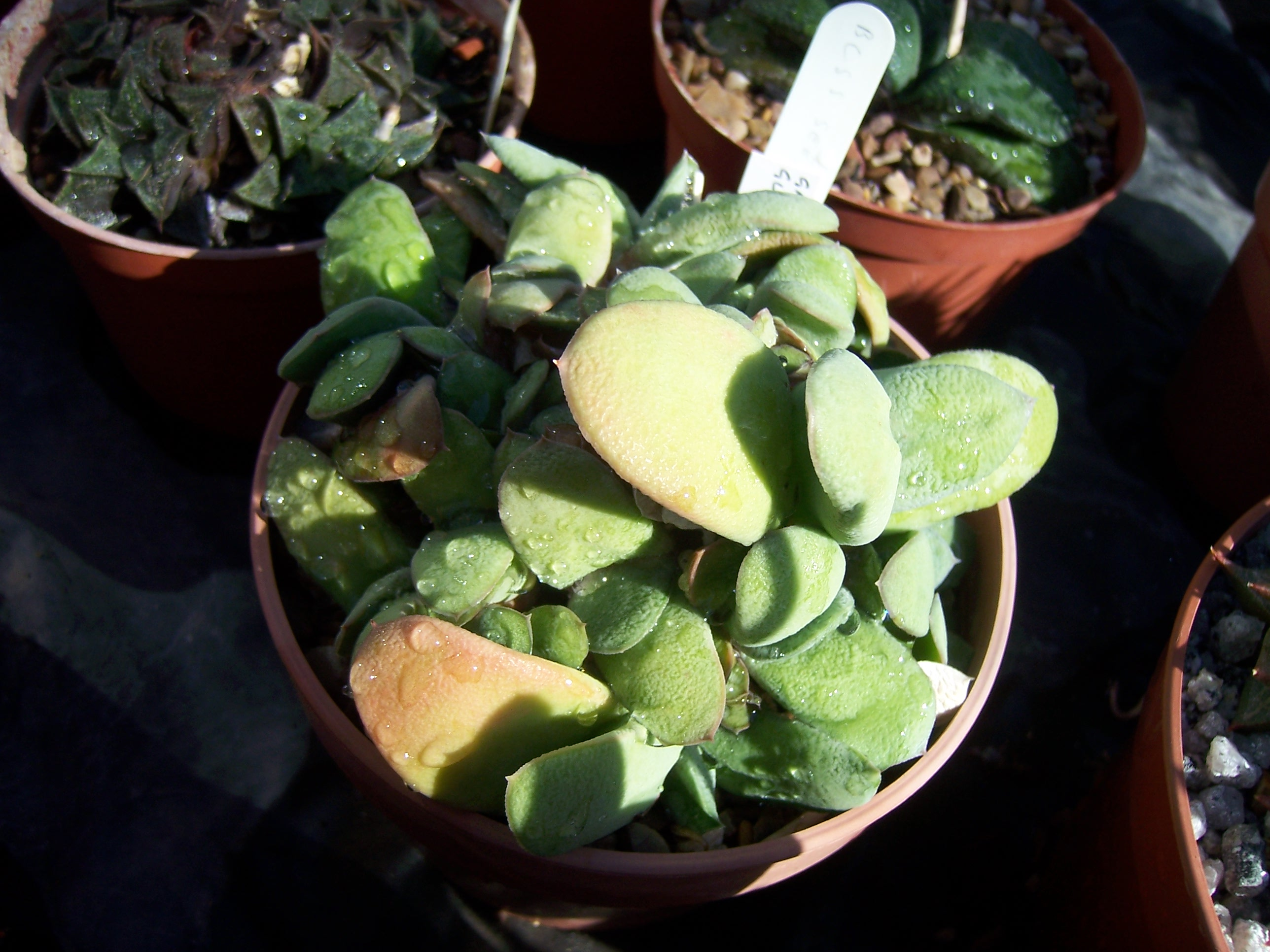
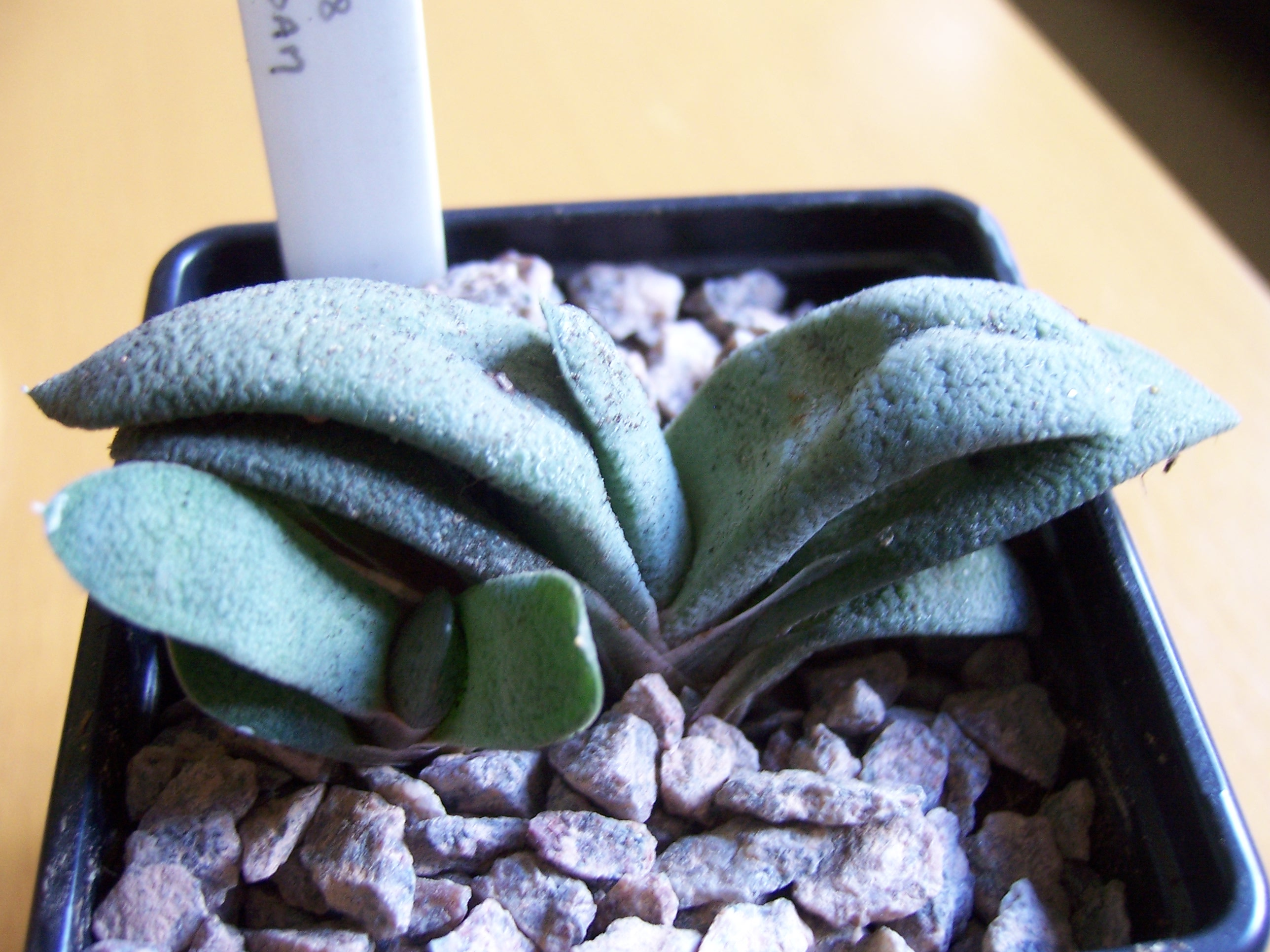